# Bij de beesten af
Bij de beesten af is een Nederlandse documentairefilm uit 1972, geregisseerd door Bert Haanstra. De film onderzoekt de gelijkenissen en verschillen tussen mens en dier.

## Over de film
Haanstra had in zijn vorige films al belangstelling getoond voor menselijk gedrag. Zijn film Zoo uit 1961 toonde de gelijkenissen tussen dieren in de dierentuin en de menselijke bezoekers.
Bij de beesten af onderzocht de overeenkomsten tussen mens en dier op grotere schaal. Ter voorbereiding van deze documentaire reisden Haanstra en zijn cameraploeg drie jaar lang de wereld rond. Op verschillende continenten filmden ze dieren en mensen en ze gingen voor de wetenschappelijke ondersteuning te rade bij de bekende Nederlandse etholoog Gerard Baerends.
De eerste helft van de film brengt vooral het gedrag van verschillende diersoorten in beeld. De tweede helft spitst zich toe op de mens. De vertelstem werd verzorgd door Anton Koolhaas, die ook samen met Haanstra het scenario schreef.
Bij de beesten af werd in 1972 voor een Oscar genomineerd in de categorie "Beste documentaire". Haanstra zou ook later nog documentaires over dieren draaien, zoals Nationale parken... noodzaak (1978) en Chimps onder elkaar (1984).